# Katia Manzur
Katia Patricia Manzur Betalleluz (Trujillo, 14 febbraio 1958 – Presidente Venceslau, 2024) è stata una cestista peruviana.

## Biografia
Con il Perù prese parte ai Campionati mondiali del 1983.